# Ę
Ę, ę (E с огонэком) — буква расширенной латиницы. В настоящее время употребляется в литовском и польском языках и в фонетических записях нескольких автохтонных языков Америки, таких как навахо или язык западных апачей.

## Использование

### Литовский язык
Ę — 8-я буква литовского алфавита. В литовском языке эта буква называется э носовая (лит. e nosinė). Предназначена обозначать назализированный звук там, где раньше исторически находился дифтонг en.

### Польский язык
В польском языке буква Ę (е носовое) — восьмая в алфавите, называется пол. e z ogonkiem и читается:
- как носовая гласная [ɛ̃] с дополнительным согласным /ɰ̃/ или /w̃/ перед согласными z, ż, s, sz, rz, ch, h,
- как [ɛm] перед согласными b и p,
- как [ɛn] перед согласными d и t,
- как [ɛŋ] перед согласными g и k,
- как [ẽɲ] (pięć) или [ẽj̃] (pięść) перед мягкими согласными j, ń, ś, ź, ć,
- как польская буква «е» [ɛ] в конце слов,
- как [эн] или [ен] [ɛ̃ɰ̃] во всех остальных случаях.

Не употребляется в начале слова.
Этимологически восходит к малому юсу (Ѧѧ).